# 티로 델 피촌
티로 델 피촌(스페인어: Tiro del Pichón, 비둘기 사냥터)은 캄포 델 레티로(스페인어: Campo del Retiro, 레티로 구장), 캄포 데 라 라나(스페인어: Campo de la Rana, 개구리의 구장), 혹은 캄포 데 에스트라다(스페인어: Campo de Estrada, 거리 옆 구장)으로도 알려진 레알 마드리드의 첫 안방 구장으로 1901년부터 1902년까지 사용하다가 캄포 데 호르헤 후안으로 이주했다. 당시 레알 마드리드가 공식적으로 창단하기 전으로, 이 곳에서 친선 경기를 뛰었었다.
이 곳을 안방으로 활용한 주요 구단으로는 아틀레티코 마드리드가 있다. 아틀레티코는 이 구장을 1902년에서 1913년까지 사용하다가, 캄포 데 오도넬로 이주해 1913년부터 1923년까지 사용했다. 아틀레티코 마드리드의 오도넬 구장은 레알 마드리드가 10여년 동안 사용한 동명의 구장과 매우 가까웠는데, 카예 데 오도넬에 인접해서 200미터도 떨어져 있지 않았기 때문이다.
티로 델 피촌은 코파 델 레이 결승전을 세 차례 개최하였다: 1904년, 1905년, 그리고 1910년.